# 11e escadre de chasse
La 11e escadre de chasse  est une ancienne unité de chasse de l'Armée de l'air française créée le 1er août 1952 sur la base aérienne de Reims et dissoute le 23 juin 1995 sur celle de Toul-Rosières.

## Historique

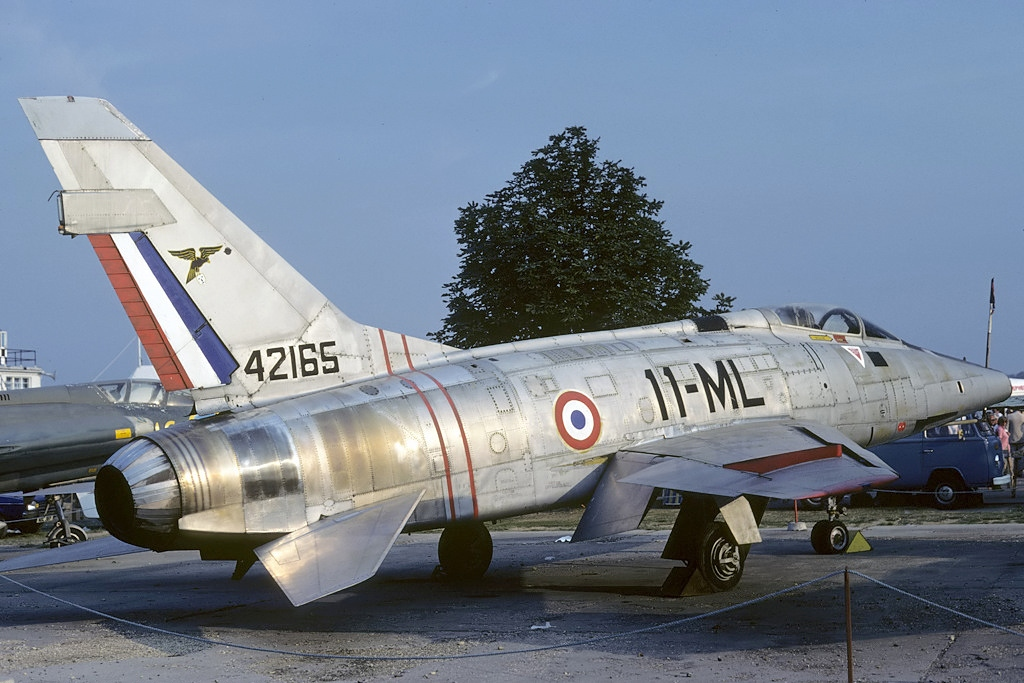
F-100D aux couleurs du 2/11 Vosges à Duxford (Angleterre) en 1981

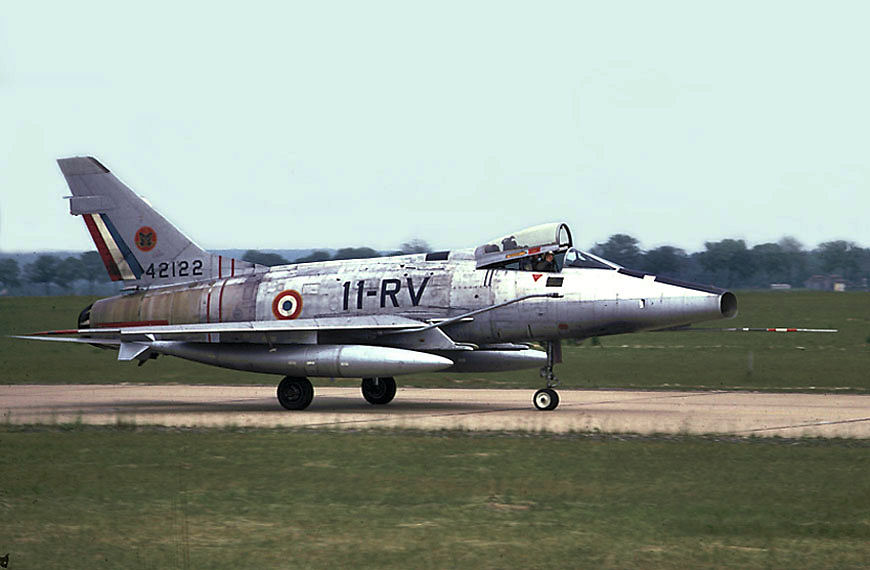
F-100D Super Sabre du 3/11 Corse à Toul en 1970

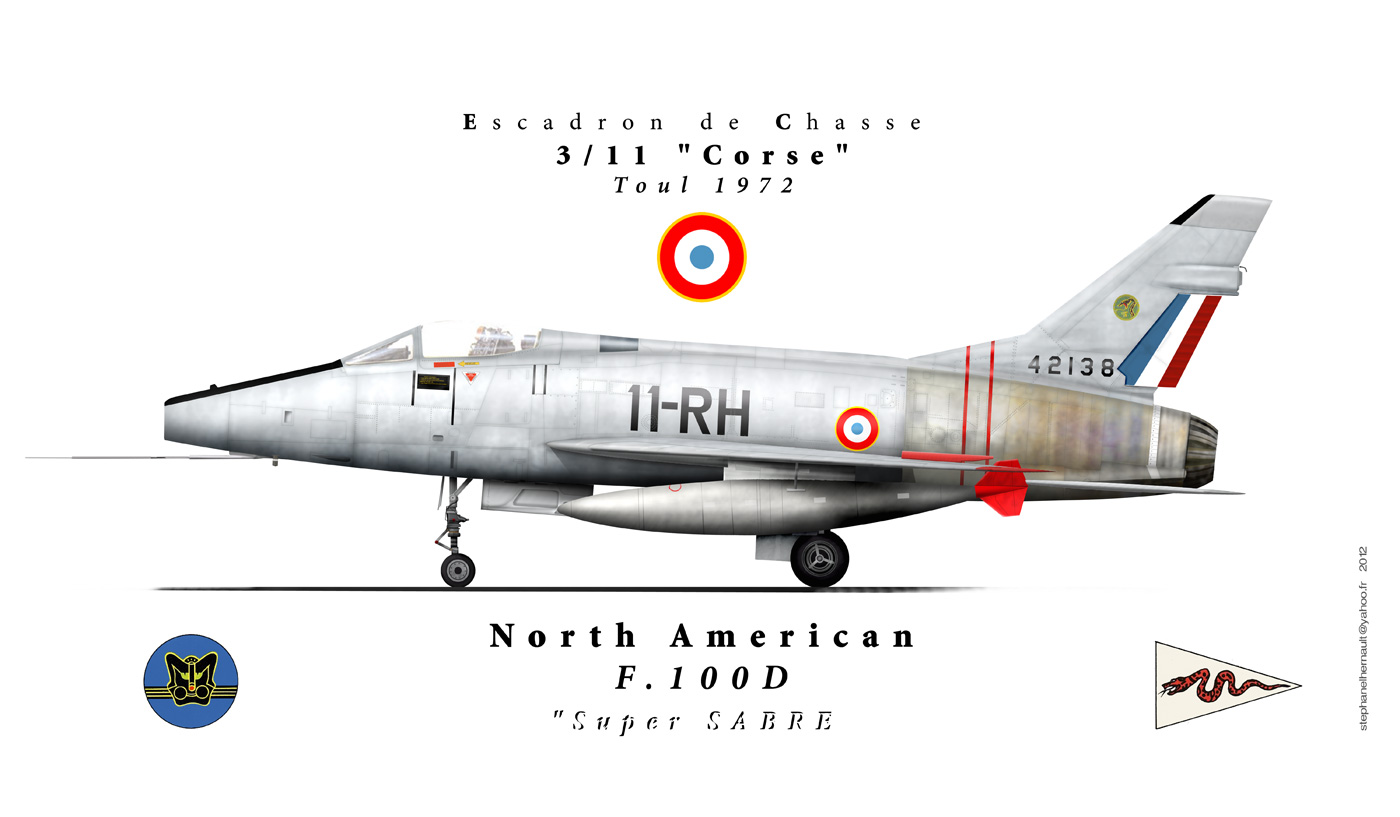
F-100D du 3/11 Corse

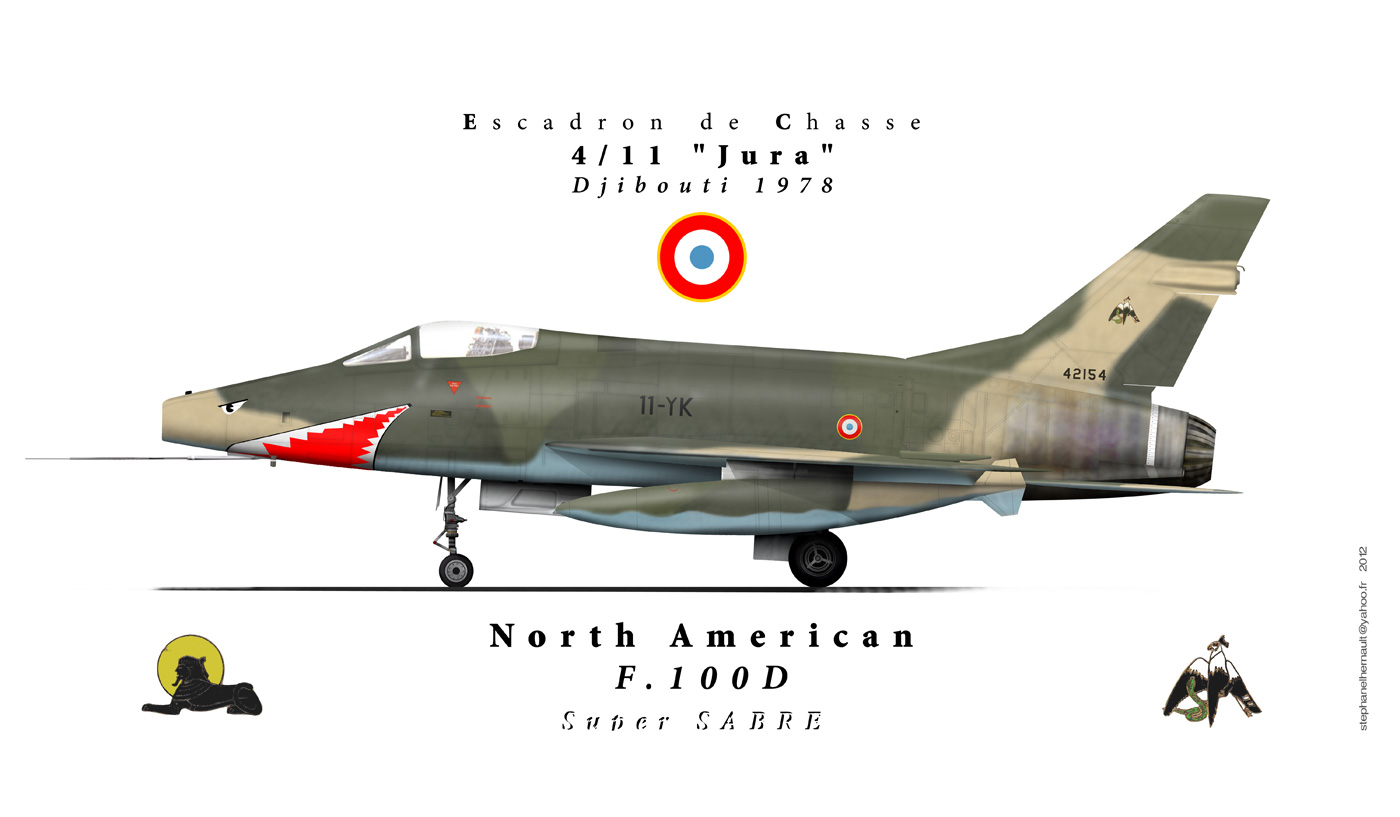
F-100D du 4/11 Jura à Djibouti en 1978

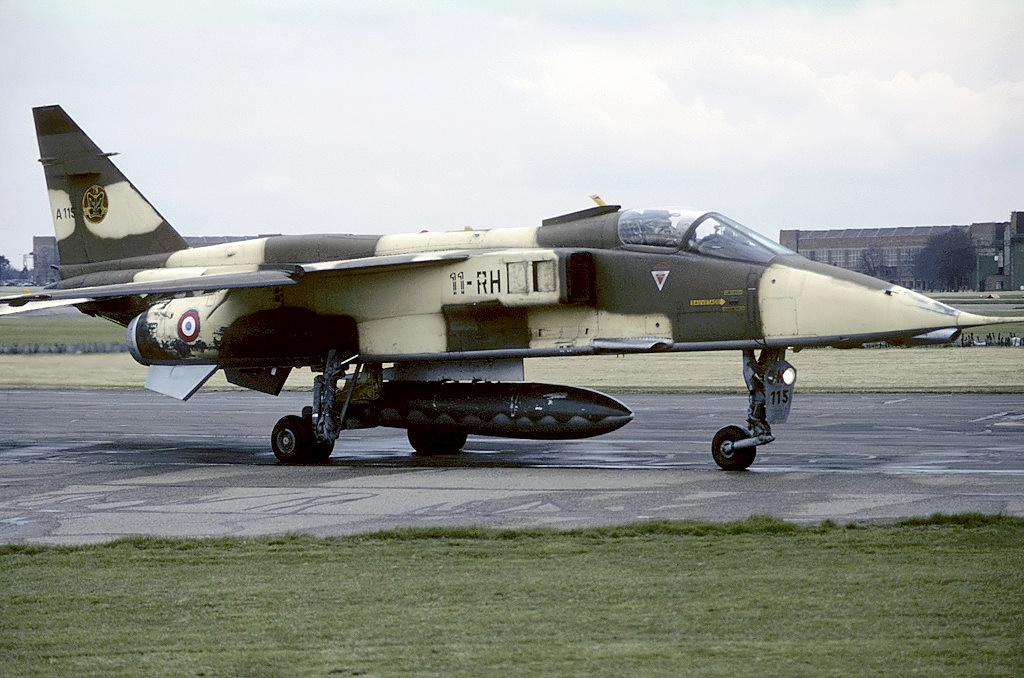
Jaguar aux couleurs du 3/11 Corse

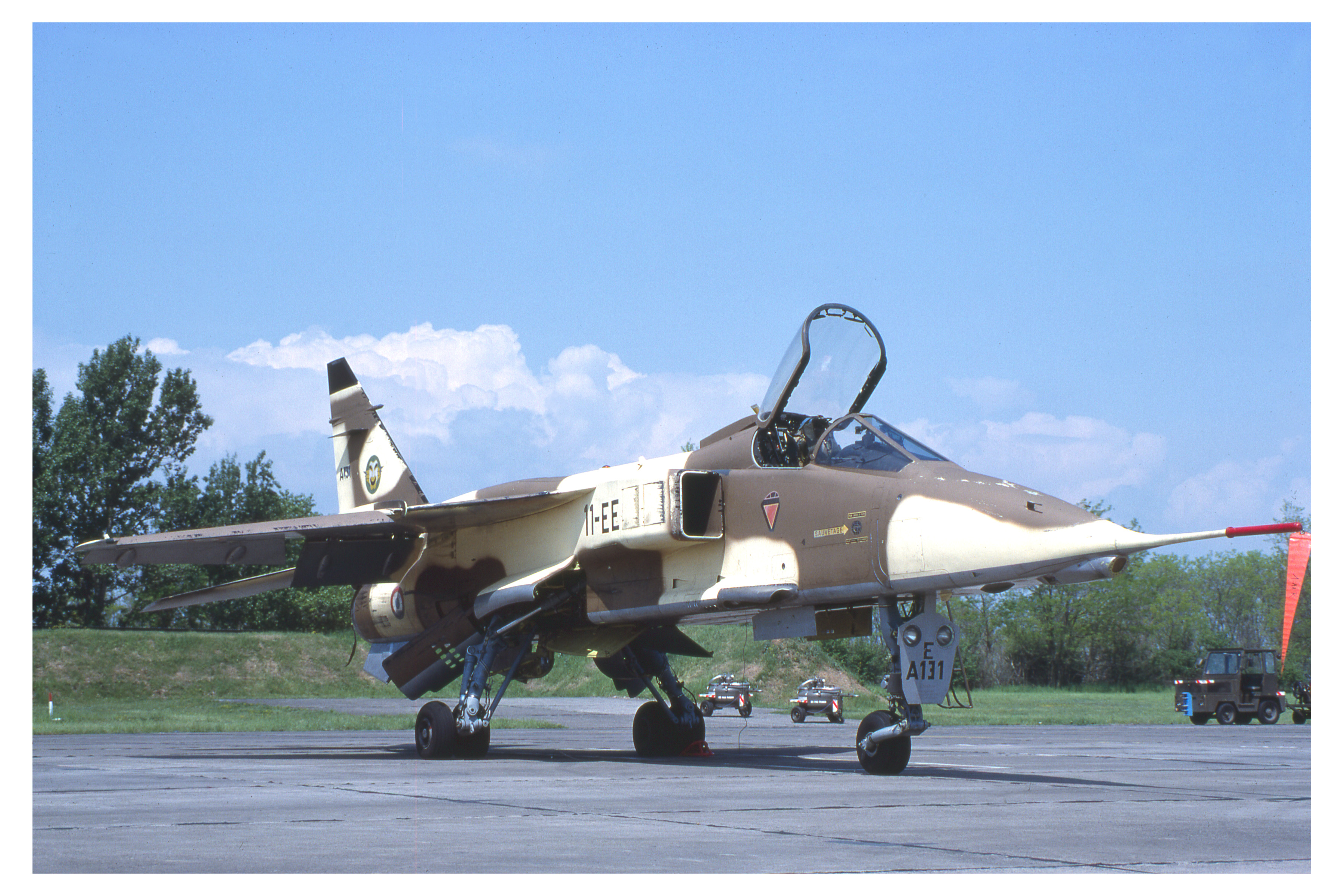
Jaguar A du 1/11 Roussillon en 1985

## Escadrons

### Corse
- Escadron de chasse 3/11 Corse du 1er avril 1966 au 21 juin 1994. Dissous le 31 juillet 1997 il a été réactivé le 3 novembre 2008 sur la BA188 Djibouti où il vole sur Mirage 2000.

### Jura
- Escadron de chasse 3/11 Jura (1er juin 1953 au 12 novembre 1957)
- Escadron de chasse 4/11 Jura (1er décembre 1972 au 3 juillet 1992)

### Roussillon
- Escadron de chasse 1/11 Roussillon (1er août 1952 au 21 juin 1994)

### Vosges
- Escadron de chasse 2/11 Vosges (1er octobre 1952 au 21 juin 1994)

### EALA
- EALA 3/71 du 1er avril 1956 au 30 juin 1957
- EALA 21/72 du 1er juillet 1957 au 31 août 1961
- EALA 16/72 du 1er décembre 1956 à août 1958 (l'escadrille est ensuite parrainée par la 33e escadre de reconnaissance)

## Bases
- BA112 Reims (1er août 1952 à novembre 1952)
- BA139 Lahr en Allemagne (novembre 1952 à juin 1953)
- Base aérienne Djelfa en Algérie (octobre 1959 au septembre 1961 pour l'EALA 3/71)
- Base aérienne Orléansville en Algérie (1er avril 1956 au 31 août 1961 pour l'EALA 21/72)
- BA707 Marrakech au Maroc (en décembre 1956 pour l'EALA 16/72)
- BA212 Biskra (de décembre 1956 à juin 1957 et de novembre 1957 à août 1958 pour l'EALA 16/72)
- Khenchela en Algérie (de juin à novembre 1957 pour l'EALA 16/72)
- BA116 Luxeuil (juin 1953 à juin 1961)
- BA136 Bremgarten (juin 1961 au 13 septembre 1967)
- BA 132 Colmar-Meyenheim (du 1er avril 1966 au 31 octobre 1967 pour l'EC 3/11)
- BA136 Toul-Rosières (13 septembre 1967 au 21 juin 1994)
- BA188 Djibouti (1er décembre 1972 au 31 décembre 1978 pour l'EC 4/11)
- BA106 Bordeaux-Mérignac (1er janvier 1979 au 3 juillet 1992 pour l'EC 4/11)

## Appareils
- Republic F-84G (1er août 1952 au 16 mai 1956)
- Republic F-84F Thunderstreak (16 mai 1956 à 1957)
- SIPA S.111 (15 mai 1956 au 30 juin 1957)
- North American T-6G (1957 à 1961)
- North American F-100D/F (1958 au 23 juin 1977 et 31 décembre 1978 pour l'EC 4/11 à Djibouti)
- Jaguar (du 7 février 1975 au 21 juin 1994)